# Indonesische Christelijke Partij
De Indonesische Christelijke Partij (Indonesisch: Partai Kristen Indonesia, afgekort Parkindo) was een politieke partij in Indonesië tussen 1945 en 1973. Bij de oprichting op 10 november 1945 was de naam van de partij in eerste instantie "Nationale Christelijke Partij" (Partai Kristen Nasional).
De bekendste politicus van Parkindo was Johannes Leimena, die in acht verschillende kabinetten minister van gezondheid was.
Onder druk van president Soeharto werden in 1973 alle Indonesische oppositiepartijen samengevoegd in twee partijen: de islamitische Verenigde Ontwikkelingspartij (PPP) en de nationalistische, niet-islamitische Indonesische Democratische Partij (PDI). Parkindo werd samen met PNI, IPKI, de Murba-partij en de Katholieke Partij opgenomen in de PDI.

## Verkiezingsresultaten
| Jaar                | Stemmen   | Percentage | Zetels   |
| ------------------- | --------- | ---------- | -------- |
| 1955 (DPR)          | 1.003.325 | 2,66%      | 8 / 257  |
| 1955 (Konstituante) | 988.810   | 2,61%      | 16 / 514 |
| 1971                | 733.359   | 1,34%      | 7 / 360  |